# Marta Křepelková
Marta Křepelková (ur. 18 czerwca 1991) – czeska skoczkini narciarska. Medalistka uniwersjady (2017) i mistrzostw kraju.

## Przebieg kariery
W 2010 roku Křepelková, studiująca wówczas robotykę i cybernetykę na Politechnice Czeskiej w Pradze, oddała swój pierwszy skok w życiu. Miała wtedy 19 lat, podczas gdy większość sportowców zaczyna uprawiać tę dyscyplinę w wieku około 5 lat. Początkowo trenowała z młodszymi od siebie o kilkanaście lat dziećmi, jednak z czasem zaczęła przenosić się na coraz większe obiekty, zbliżając się poziomem do zawodniczek ze swojej kategorii wiekowej.
W oficjalnych zawodach międzynarodowych rozgrywanych przez FIS zadebiutowała w lipcu 2015 w Villach, gdzie w zawodach FIS Cup zajęła miejsca w czwartej dziesiątce. Pierwsze punkty tego cyklu zdobyła w marcu 2016 w Harrachovie, plasując się w drugiej dziesiątce obu konkursów.
W Pucharze Kontynentalnym (w ramach letniej jego odmiany) po raz pierwszy wystąpiła 26 sierpnia 2016 w Oberwiesenthal, zajmując 31. miejsce. Dzień później, dzięki 23. pozycji, zdobyła pierwsze w karierze punkty tego cyklu.
1 grudnia 2016 zadebiutowała w Pucharze Świata, jednak odpadła w kwalifikacjach zarówno do pierwszego, jak i drugiego konkursu w Lillehammer.
W styczniu 2017 w Harrachovie została wicemistrzynią Czech w konkursie indywidualnym kobiet.
W lutym 2017 wzięła udział w zimowej uniwersjadzie organizowanej w Ałmaty. W konkursie indywidualnym zdobyła brązowy medal, w rywalizacji drużyn mieszanych, wspólnie z Čestmírem Kožíškiem zdobyła srebrne krążki, podobnie jak w konkursie drużynowym kobiet, gdzie, razem z Karolíną Indráčkovą, uplasowała się na 2. pozycji.

## Mistrzostwa świata

### Indywidualnie
| 2017 Lahti   | – | 38. miejsce (K-90)             |
| 2019 Seefeld | – | nie zakwalifikowała się (K-99) |

### Drużynowo
| 2017 Lahti   | – | 9. miejsce (K-90, drużyna mieszana) |
| 2019 Seefeld | – | 9. miejsce (K-99)                   |

### Starty M. Křepelkovej na mistrzostwach świata – szczegółowo
| Miejsce | Dzień     | Rok  | Miejscowość | Skocznia                   | Punkt K | HS     | Konkurs      | Skok 1                  | Skok 2                  | Nota                    | Strata                  | Zwycięzca    |
| ------- | --------- | ---- | ----------- | -------------------------- | ------- | ------ | ------------ | ----------------------- | ----------------------- | ----------------------- | ----------------------- | ------------ |
| 38.     | 24 lutego | 2017 | Lahti       | Salpausselkä               | K-90    | HS-100 | indywid.     | 77,0 m                  | –                       | 82,4 pkt                | 172,2 pkt               | Carina Vogt  |
| 9.      | 26 lutego | 2017 | Lahti       | Salpausselkä               | K-90    | HS-100 | druż. miesz. | 76,0 m                  | –                       | 403,3 pkt (81,3 pkt)    | 632,2 pkt               | Niemcy       |
| 9.      | 26 lutego | 2019 | Seefeld     | Toni-Seelos-Olympiaschanze | K-99    | HS-109 | druż.        | 75,0 m                  | –                       | 326,6 pkt (68,9 pkt)    | 572,3 pkt               | Niemcy       |
| NQ      | 27 lutego | 2019 | Seefeld     | Toni-Seelos-Olympiaschanze | K-99    | HS-109 | indywid.     | nie zakwalifikowała się | nie zakwalifikowała się | nie zakwalifikowała się | nie zakwalifikowała się | Maren Lundby |

## Puchar Świata

### Miejsca w poszczególnych konkursachPucharu Świata
| Sezon 2016/2017                                                                                      |             |             |              |            |            |         |         |        |        |        |            |            |            |            |            |            |            |             |           |             |             |             |             |        |        |        |        |        |        |        |        |        |        |        |        |        |        |
| Lillehammer                                                                                          | Lillehammer | Niżny Tagił | Niżny Tagił  | Oberstdorf | Oberstdorf | Sapporo | Sapporo | Zaō    | Zaō    | Râșnov | Râșnov     | Hinzenbach | Hinzenbach | Ljubno     | Ljubno     | Pjongczang | Pjongczang | Oslo        | punkty    | punkty      | punkty      | punkty      | punkty      | punkty | punkty | punkty | punkty | punkty | punkty | punkty | punkty | punkty | punkty | punkty | punkty | punkty | punkty |
| q | q           | -           | -            | -          | -          | -       | -       | -      | -      | -      | -          | -          | -          | -          | -          | -          | -          | -           | 0         | 0           | 0           | 0           | 0           | 0      | 0      | 0      | 0      | 0      | 0      | 0      | 0      | 0      | 0      | 0      | 0      | 0      | 0      |
| Sezon 2017/2018                                                                                      |             |             |              |            |            |         |         |        |        |        |            |            |            |            |            |            |            |             |           |             |             |             |             |        |        |        |        |        |        |        |        |        |        |        |        |        |        |
| Lillehammer                                                                                          | Lillehammer | Lillehammer | Hinterzarten | Sapporo    | Sapporo    | Zaō     | Zaō     | Ljubno | Ljubno | Râșnov | Râșnov     | Oslo       | Oberstdorf | Oberstdorf | punkty     | punkty     | punkty     | punkty      | punkty    | punkty      | punkty      | punkty      | punkty      | punkty | punkty | punkty | punkty | punkty | punkty | punkty | punkty | punkty | punkty |        |        |        |        |
| - | -           | -           | -            | -          | -          | -       | -       | -      | -      | -      | -          | -          | q          | q          | 0          | 0          | 0          | 0           | 0         | 0           | 0           | 0           | 0           | 0      | 0      | 0      | 0      | 0      | 0      | 0      | 0      | 0      | 0      |        |        |        |        |
| Sezon 2018/2019                                                                                      |             |             |              |            |            |         |         |        |        |        |            |            |            |            |            |            |            |             |           |             |             |             |             |        |        |        |        |        |        |        |        |        |        |        |        |        |        |
| Lillehammer                                                                                          | Lillehammer | Lillehammer | Prémanon     | Prémanon   | Sapporo    | Sapporo | Zaō     | Zaō    | Râșnov | Râșnov | Hinzenbach | Hinzenbach | Ljubno     | Ljubno     | Oberstdorf | Oberstdorf | Oslo       | Lillehammer | Trondheim | Niżny Tagił | Niżny Tagił | Czajkowskij | Czajkowskij | punkty |        |        |        |        |        |        |        |        |        |        |        |        |        |
| - | -           | -           | -            | -          | -          | -       | -       | -      | -      | -      | -          | -          | q          | 49         | -          | -          | -          | -           | -         | -           | -           | -           | -           | 0      |        |        |        |        |        |        |        |        |        |        |        |        |        |
| Legenda                                                                                              |             |             |              |            |            |         |         |        |        |        |            |            |            |            |            |            |            |             |           |             |             |             |             |        |        |        |        |        |        |        |        |        |        |        |        |        |        |
| 1 2 3 4-10 11-30 poniżej 30 q – zawodniczka nie zakwalifikowała się - – zawodniczka nie wystartowała |             |             |              |            |            |         |         |        |        |        |            |            |            |            |            |            |            |             |           |             |             |             |             |        |        |        |        |        |        |        |        |        |        |        |        |        |        |

## Letnie Grand Prix

### Miejsca w poszczególnych konkursachLGP
| 2017                                                                                                 |                  |                |                   |                   |        |
| Courchevel 11.08                                                                                     | Frenštát 18.08   | Frenštát 19.08 | Czajkowskij 09.09 | Czajkowskij 10.09 | punkty |
| q | -                | -              | -                 | -                 | 0      |
| 2018                                                                                                 |                  |                |                   |                   |        |
| Hinterzarten 28.07                                                                                   | Courchevel 10.08 | Frenštát 17.08 | Frenštát 18.08    | Czajkowskij 09.09 | punkty |
| - | -                | 32             | 37                | -                 | 0      |
| Legenda                                                                                              |                  |                |                   |                   |        |
| 1 2 3 4-10 11-30 poniżej 30 q – zawodniczka nie zakwalifikowała się - – zawodniczka nie wystartowała |                  |                |                   |                   |        |

## Puchar Kontynentalny

### Miejsca w klasyfikacji generalnej
| Sezon     | Miejsce |
| --------- | ------- |
| 2017/2018 | 54.     |
| 2018/2019 | 58.     |

### Miejsca w poszczególnych konkursachPucharu Kontynentalnego
| Sezon 2017/2018                                              |          |         |         |            |            |        |
| Notodden                                                     | Notodden | Planica | Planica | Brotterode | Brotterode | punkty |
| -                                                            | -        | -       | -       | 26         | 26         | 10     |
| Sezon 2018/2019                                              |          |         |         |            |            |        |
| Notodden                                                     | Notodden | Planica | Planica | Brotterode | Brotterode | punkty |
| -                                                            | -        | 27      | 30      | -          | -          | 5      |
| Legenda                                                      |          |         |         |            |            |        |
| 1 2 3 4-10 11-30 poniżej 30 - – zawodniczka nie wystartowała |          |         |         |            |            |        |

## Letni Puchar Kontynentalny

### Miejsca w klasyfikacji generalnej
| Sezon | Miejsce |
| ----- | ------- |
| 2016  | 31.     |

### Miejsca w poszczególnych konkursachLetniego Pucharu Kontynentalnego
| 2016                                                         |                |             |        |
| Oberwiesenthal                                               | Oberwiesenthal | Lillehammer | punkty |
| 31                                                           | 23             | 23          | 16     |
| Legenda                                                      |                |             |        |
| 1 2 3 4-10 11-30 poniżej 30 - − zawodniczka nie wystartowała |                |             |        |

## FIS Cup

### Miejsca w klasyfikacji generalnej
| Sezon     | Miejsce |
| --------- | ------- |
| 2015/2016 | 42.     |

### Miejsca w poszczególnych konkursachFIS Cupu
| Sezon 2015/2016                                              |         |         |         |        |        |           |           |        |
| Villach                                                      | Villach | Szczyrk | Szczyrk | Râșnov | Râșnov | Harrachov | Harrachov | punkty |
| 33                                                           | 37      | -       | -       | -      | -      | 11        | 16        | 39     |
| Legenda                                                      |         |         |         |        |        |           |           |        |
| 1 2 3 4-10 11-30 poniżej 30 - − zawodniczka nie wystartowała |         |         |         |        |        |           |           |        |